# 2012年2月臺灣
| << | 2012年2月 （民國101年） | >> |    |    |    |    |
| \| 日 \| 一 \| 二 \| 三 \| 四 \| 五 \| 六 \| \| \| \| \| 1 \| 2 \| 3 \| 4 \| \| 5 \| 6 \| 7 \| 8 \| 9 \| 10 \| 11 \| \| 12 \| 13 \| 14 \| 15 \| 16 \| 17 \| 18 \| \| 19 \| 20 \| 21 \| 22 \| 23 \| 24 \| 25 \| \| 26 \| 27 \| 28 \| 29 \| \| \| \| \| \| \| \| \| \| \| \| |                         |    |    |    |    |    |
| 臺灣新聞動態／維基新聞 |                         |    |    |    |    |    |
| 世界／中国大陆／臺灣 |                         |    |    |    |    |    |
| 日 | 一                      | 二 | 三 | 四 | 五 | 六 |
| |                         |    | 1  | 2  | 3  | 4  |
| 5 | 6                       | 7  | 8  | 9  | 10 | 11 |
| 12 | 13                      | 14 | 15 | 16 | 17 | 18 |
| 19 | 20                      | 21 | 22 | 23 | 24 | 25 |
| 26 | 27                      | 28 | 29 |    |    |    |
| |                         |    |    |    |    |    |

## 2月1日
- 第8屆立法委員今天報到宣誓就職，並舉行正副立法院長選舉會議，國民黨籍立法委員王金平連任5屆院長，國民黨籍立委洪秀柱則成為中華民國憲政史上第1位女性立法院副院長。中央社ETtoday（页面存档备份，存于）
- 總統在民國100年5月11日公布「道路交通管理處罰條例」第31條有關小型車後座乘客應繫安全帶的規定，宣導期昨天屆滿今天起執法取諦，針對後座成人乘客未繫安全帶開罰，在平面道路違規罰鍰新台幣1500元，在高速公路或快速公路違規罰鍰3000元到6000元。中央社自由電子報

## 2月2日
- 川島茉樹代和日本籍男友友寄隆輝因為涉及茉樹代等毆打計程車司機事件，涉嫌毆打司機－林余駿而備受注目，有可能遭提起公訴罪、重傷害罪、殺人未遂、教唆殺人。中時電子報新聞、自由時報

## 2月3日
- 空軍官校兩架AT-3教練機，今天下午進行飛行訓練時，在屏東枋寮發生擦撞，機上兩名飛官及時跳傘逃生，送醫後沒有大礙；空軍總部初步調查是沒有保持安全距離的人為疏失，已要求現役48架AT-3教練機停飛，全盤檢查，專家認為政府與軍方應積極重視教練機老舊事實，購買新型飛機汰換舊機種，或交由國內自行研發，以利軍方建軍與學員培訓。中央社台視新聞（页面存档备份，存于）
- 交通部長毛治國在觀光節慶祝大會上表示，為了達成馬總統宣示2016年千萬遊客訪台的目標，交通部祭出多項政策。包括今年臺北松山機場與韓國金浦航線將開航，與日本方面也將擴增航班、航點，預計來台國際觀光客將會全面性成長。中央廣播電臺
- 消費者文教基金會在賣場通路採樣15件保溫杯進行檢測，竟有2件杯蓋檢出重金屬鉛、鎘，雖未超出食品器具容器包裝衛生標準，卻違反環保標章不得檢出規定；還有14件杯蓋檢出塑化劑，卻無標準可循。中央社１２
- 行政院農委會動植物防疫檢疫局今天發布，金門縣2個養豬場爆發口蹄疫，是台灣首次出現會傳染給牛羊的O型-東南亞株病毒口蹄疫，是日、韓去年爆發的同型疫情，據了解，爆發口蹄疫原因，很可能是被引進的外來豬感染，金門防疫所已經完成撲殺530頭毛豬，初步研判，疫情只侷限在2個養豬場，沒有擴散。中央廣播電臺TVBS（页面存档备份，存于）

## 2月4日
- 內閣人事底定，美牛問題浮上檯面，開放美牛進口與台美貿易談判陷入兩難，經濟部長施顏祥說，重啟台美貿易暨投資架構協定，須先處理「美牛」，但這不僅經濟部的事，更牽涉農委會、衛生署等部會，甚至修法，並應與民眾積極溝通，行政院及農委會都已強調會邀約民間消費者團體開會、溝通意見，目前食品藥物管理局預計下週二（7日）召開會議，消保處方面則會儘速召開，民間團體尚包含主婦聯盟與董氏基金會等。自由電子報中央日報１２中央社
- 馬總統晚間出席新北市平溪天燈節，在天燈上題字「龍天護佑，台灣加油」，希望台灣團結、幸福和進步。中央社中央日報

## 2月5日
- 一年一度的元宵節鹽水蜂炮活動啟炮儀式上午在鹽水武廟舉行，由台南市長賴清德在廟內上香祈福後，點燃掛在遙控直升機上的連珠炮，為蜂炮活動揭開序幕，神轎及陣頭隊伍隨後由廟前廣場出發，分3條路線展開繞境，活動持續2天2夜，從農曆正月14日上午8時啟炮，至農曆正月16日凌晨結束繞境。中央社１２

## 2月6日
- 藝人Makiyo日前偕日籍友人友寄隆輝酒後搭計程車時與司機爆發衝突，將對方打到重傷送醫，事後澄清記者會中Makiyo態度高傲、毫無悔意及惡人先告狀、數度公然說謊等行為，引發社會譁然，各種反Makiyo的活動不斷推出，反彈聲浪不斷，並延燒成國際事件，社會輿論逼得Makiyo低頭道歉，此一事件目前已進入司法程序，成為社會關注的案件焦點「台灣計程車司機被毆事件」。 中央社１２３中時電子報１２３４
- 台灣左投郭泓志的經紀公司八方環球下午發布消息，西雅圖水手與郭泓志簽下1年合約、保障年薪50萬美元，郭泓志期許自己快樂打球，開心出航。中時電子報自由電子報
- 行政院上午在總統馬英九監誓下舉行各主管機關卸、新任首長聯合交接典禮，新內閣正式上任。中央社１２
  - 中華民國公平交易委員會新組織架構開始運作，行政院人事行政總處和行政院主計總處成立。

## 2月7日
- 台中市首次參加全球智慧社群論壇（Intelligent Community Forum，簡稱ICF）評比，獲選為「2012全球頂尖7大智慧城市」（The TOP 7 of 2012），成為亞洲唯一入選的城市，與美國德州奧斯汀、芬蘭奧盧、加拿大魁北克、美國加州濱江、加拿大聖約翰、加拿大斯特拉特福等城市並列全球頂尖7大智慧城市之一，主因是積極打造低碳城市，並結合產官學各界的力量及運用資訊通訊科技，促進產業應用發展，進而建構安全、健康、低碳節能的智慧生活型態。中時電子報[]聯合新聞網[]

## 2月8日
- 新北市今年編列新台幣3900萬元，作為小學導師「用餐指導費」，遭外界批評，教育局強調，午餐是生活教育的一環，並非補助教師午餐費。中央社１[永久]２

## 2月9日
- 第31屆香港金像獎公布入圍名單，台灣電影在最佳兩岸華語電影共入圍３席，包括魏德聖《賽德克·巴萊》、林書宇《星空》與九把刀《那些年，我們一起追的女孩》；台灣演員部份，蕭敬騰以大銀幕處女作《殺手歐陽盆栽》提名最佳新演員，《龍門飛甲》中的桂綸鎂與盛鑑分別入圍女配角與新演員，《武俠》的王羽入圍男配角，本屆香港金像獎頒獎典禮將於4月15日在香港文化中心舉辦。中時電子報[永久]TVBS（页面存档备份，存于）

## 2月10日
- 效力纽约尼克斯的台裔籃球好手林書豪在美國職籃NBA刮起一陣旋風，讓他成為美國媒體最熱門焦點之一，「紐約時報」以頭版報導林書豪的成功故事，誇讚他是NBA的驚喜之星，雅虎體育專欄也以「林書豪，傳奇誕生」為題，細數林書豪一路走來的奇蹟，令全世界籃球迷感動。大紀元（页面存档备份，存于）聯合新聞網中央社雅虎體育專欄（页面存档备份，存于）

## 2月12日
- 第23屆飢餓三十大會師今天在高雄落幕，吸引破紀錄的三萬五千多人參與克服飢寒交迫，體驗30小時的飢餓。中央社中時電子報
- 德國國際論壇設計公司主辦的iF金獎，被視為是設計界的「奧斯卡獎」，台灣總共拿下三座金質獎，中國科技大學以「中文造字的方法與奧秘」獲得傳播設計類金質獎，而華碩的LED投影機、鉅輪的自行車工具組獲得產品設計類金質獎。聯合新聞網自由電子報

## 2月13日
- 帽子歌后鳳飛飛病逝的消息保密1個多月後，家屬今天委託律師召開記者會公布，今年1月3日鳳飛飛因肺癌於香港病逝，享年60歲。骨灰安葬於她出生的故鄉桃園大溪區佛光山寶塔寺。中央社中央日報
- 行政院國家科學委員會今天舉行「腦科學重大突破—台灣研究團隊發現儲存長期記憶的腦細胞」記者會，由清華大學腦科學研究中心主任江安世教授帶領的跨領域研究團隊在果蠅腦中發現稱為「DAL」的神經元，是影響長期記憶的關鍵，這項腦科學的重大突破，已在10日以長篇完整論文的方式發表在Science（科學雜誌）期刊上。中央社中時電子報[永久]ETtoday（页面存档备份，存于）

## 2月14日
- 今年大學學科能力測驗成績公布，在全國十五萬四千五百六十名考生之中，有二百八十八人獲得滿級分（七十五級分），創下大學多元入學實施十一年來的最高紀錄。自由電子報

## 2月15日
- 台灣最早進行「準分子雷射層狀角膜成型術」（LASIK）人體試驗成功的台北醫學大學眼科兼任教授蔡瑞芳，考量手術可能帶來後遺症，宣布不再做雷射近視手術，引發外界質疑手術安全性，而中華民國眼科醫學會強調，雷射近視「在合適篩選條件下是安全的手術」，術後發生足以影響視力後遺症的機率低於一％。中時電子報（页面存档备份，存于）ETtoday（页面存档备份，存于）

## 2月16日
- 104人力銀行與《遠見雜誌》今天公布大學畢業生綜合競爭調查，調查顯示企業最愛的大學畢業生是台灣大學，其次是成功大學、清華大學、交通大學及政治大學。中央社台視新聞（页面存档备份，存于）
- 中華職棒統一獅總教練呂文生與妻子因背信罪嫌交保候傳，統一球團隨即依照聯盟規定對其處禁賽停薪，呂文生晚間舉行記者會，公開向社會大眾道歉，強調整起事件是因為妻子交友不慎，和打假球案無關，但坦承疏失，立即請辭總教練。中央廣播電臺中央社１２

## 2月17日
- 由高雄「美利達旅行社」負責接待、來自大陸各省的「京劇交流團」，今天搭乘「世晟通運公司」的遊覽車，在花蓮東海岸旅遊時，疑似車速過快打滑，整輛車輛翻覆，1命危、9重傷、24人輕傷。中央社TVBS（页面存档备份，存于）

## 2月19日
- 台灣世界球后曾雅妮今天在LPGA泰國女子高球公開賽最後一輪，繳出負6桿的66桿，以總成績負19桿的269桿封后，逆轉勝衛冕，贏得2012年第一個冠軍。中時電子報民視新聞Archive.today的存檔，存档日期2013-04-18
- 2012台灣燈會2月6日起至2月19日在彰化縣鹿港鎮舉辦14天，以整個鹿港鎮為燈區，佈燈面積超過二百公頃，是有史以來規模最大，燈會舉辦期間一共吸引超過1000萬人次入場參觀，參觀人次創下台灣燈會舉辦23屆以來新高，19日晚上隨著主燈「龍翔霞蔚」最後一場演出，熄燈畫下圓滿句點，卓伯源將台灣燈會燈籠傳遞給新竹縣長邱鏡淳，相約2013年燈會新竹見。中央社自由電子報[]

## 2月20日
- 美國職棒華盛頓國民今天是春訓報到日，旅美投手王建民已向國民隊春訓營報到，隊上先發投手競爭激烈，王建民被美國多家媒體、包括國民官網都預測，將會是開季第5號先發，建仔這場「卡位戰」壓力沉重。中央社聯合新聞網

## 2月21日
- 講義雜誌今天發表「小朋友幸福大調查」結果報告，有超過8成6的受訪兒童感覺幸福，創12年來新高。北部的小孩幸福感最高，東部小孩幸福感較低，其中，家庭溫暖與否是影響小朋友幸福感的最重要因素。中央社中央廣播電臺
- 晚間11:50在元智大學發生槍擊案。

## 2月22日
- 民進黨中執會今天通過高雄市長陳菊代理黨主席職務，如同陳菊所說，必須穩定選後局勢、平撫黨內人心，尤其要處理下屆黨主席選舉事務，面對黨內的角力，代理黨主席吃力不討好，但黨權在握，也讓陳菊在黨內更具分量，未來在政壇的動向令人矚目。中央社１２
- 行政院主計處新聞稿發布指出，民國101年（2012年）一月份人力資源調查統計結果，一月失業率為4.18%，與上月持平，較上年度一月份下降0.46個百分點。一月就業率，較上月上升0.06個百分點，較上年度十二月份亦增1.75個百分點。就業方向與上月比較，主要增加在服務部門（0.08%）、農業部門（0.11%）、工業部門則持平。但若與上一年度同月比較，服務部門增加（1.80%）、工業部門增加（1.90%）、農業部門增加（0.05%）。/行政院主計處（页面存档备份，存于）

## 2月23日
- 台中一名羅姓女子，為了詐領550萬元的保險金，不但涉嫌夥同駕訓班教練潘姓男子製造假車禍，還哀求骨科名醫幫忙開假診斷證明，讓她順利取得重度殘障手冊，但保險公司懷疑她詐保，警方一查，發現這名羅姓女子，只要一出境，就會立刻從輪椅上站立，自行走動，現3人被依詐欺、偽造文書罪名送辦。自由電子報[]華視新聞（页面存档备份，存于）

## 2月24日
- 民進黨立委葉宜津接獲民眾投訴，有多名網友描述2月19日鐵路列車廂性派對事件，台灣鐵路管理局今天表示已將相關資料移送鐵路警察局調查，並將修改客廳車租用契約。中央社ETtoday（页面存档备份，存于）

## 2月25日
- 位於住宅區內的師大商圈近年因店家擴張快速，出現的油煙、噪音、垃圾等問題困擾當地住戶，引起住戶強烈反彈，市府已著手處理問題，由當地商家自組的「守護師大商圈聯盟」發起行動，今天晚上8時起將熄燈半小時。經營超過40載的師大夜市可能消失，商圈聯盟希望北市府聽見商家心聲，給予溝通機會，而北市府將在三月五日將公車「師大夜市」站更名為「師大綜合大樓」站，公車站更名後，「師大夜市」將正式從官方標示退場，走入歷史。中央社１２３４中央日報

## 2月26日
- 2月26日，上午10：35（UTC+8）於臺灣屏東縣霧台鄉發生芮氏規模6.1的地震，震度最高5級（屏東縣、臺南市、臺東縣等地），該起地震在中央氣象局的編號為101037。中央氣象局 中央社

## 2月27日
- 行動通訊世界會議（MWC）將登場，宏達電（HTC）今天發表有史以來最強的照相手機「HTC One」系列，結合Beats Audio音效技術，免費雲端儲存空間與無線分享周邊，提供消費者新的行動體驗，號稱拍照效果不僅超越數位相機，部分功能更遠超越類單眼與單眼相機，「HTC One」系列智慧型手機將從4月起陸續在全球各地登場。中央社中時電子報１（页面存档备份，存于）２

## 2月28日
- 歷來規模最大的勞檢「掃Ａ勞動條件專案檢查」結果出爐；行政院勞工委員會今天表示，檢查廠次中，近3成違反勞動基準法，其中以延長工作時間超過法令規定最多，佔近1成，其次是延長工作時間未依規定給工資，違法最嚴重前三大企業依序為跨國餐飲業者肯德基（怡和餐飲）、麥當勞及中華郵政。中央社蘋果日報

## 2月29日
- 台北市長郝龍斌今天宣布，台北捷運新莊線東門站今年9月完工通車後，捷運淡水、中和線將分流，中和線將改接新蘆線，這也是因應捷運路網發展的必要措施。中央社１２
- 全台知名的北市士林夜市，遭民眾投訴，北部外３支百元的烤玉米在士林夜市裏５支竟然要價600元，價格昂貴讓民眾當場傻眼，遭到點名的業者出面澄清，自家烤玉米貴在真材實料、醬料必須費心熬煮，造成民眾觀感差，未來將加註每兩秤價，以便民眾購買時參考。民視新聞Archive.today的存檔，存档日期2013-04-19蘋果日報